# Karl Ascher (Konteradmiral)
Karl Ascher (* 5. August 1851 in Frankfurt (Oder); † 6. Februar 1940 in Kiel) war ein deutscher Konteradmiral der Kaiserlichen Marine.

## Leben
Karl Ascher trat am 26. April 1868 als Kadett in die Marine des Norddeutschen Bundes ein und wurde am 15. Juli 1869 Seekadett. Am 20. Juni 1874 wurde er mit dem RDA vom 16. Dezember 1871 Unterleutnant zur See.
Ab 20. September 1881 war er Lehrer an der Maschinisten-, Steuermanns- und Torpedo-Schule in Kiel. Von Anfang Mai 1882 bis Ende September 1882 war er zeitgleich Wachoffizier auf der Kronprinz und war von Mai 1883 bis Ende September 1883 Erster Offizier auf der Grille. Als Kapitänleutnant war er im April/Mai 1884 Kommandant der Pommerania. Bis 19. September 1884 blieb er Lehrer an der Maschinisten-, Steuermanns- und Torpedo-Schule. Anschließend wurde er bis Mitte November 1884 als Navigationsoffizier erst auf der Ariadne und dann bis Ende Juli 1886 auf der Bismarck eingesetzt. Er reiste aus der Südsee, wo die Bismarck eingesetzt worden war, ab und erreichte Deutschland am Ende September 1886. Ab 30. September 1886 wurde er Kompanieoffizier in der II. Torpedo-Abteilung. Er blieb bis 5. Januar 1887 dort und wechselte anschließend bis 30. März 1889 als Adjutant zur Inspektion der Marineartillerie. Vom 1. April 1889 bis 17. Juni 1889 war er auf dem Weg nach Ostasien, um dort Kommandant des Kanonenbootes Iltis zu werden. Er war dann bis Mitte November 1891 Kommandant der Iltis und wurde am 25. März 1890 Korvettenkapitän. Nach seiner erneuten Rückkehr nach Deutschland war er vom bis 31. Juli 1895 Dezernent in der Artillerieabteilung des Reichsmarineamtes. Mit der Wiederindienststellung im Juli 1895 übernahm er kurz das Kommando über die Siegfried. Anfang August 1895 wurde er Kommandant der Beowulf, welche er nur bis September 1895 befehligte. Anschließend war er bis Ende September 1897 Kommandant der Württemberg, das Geschwaderflaggschiff der II. Division des Manövergeschwaders, und wurde in dieser Position am 13. April 1896 zum Kapitän zur See befördert. Vom 1. Oktober 1897 bis 20. Februar 1901 war er Lehrer an der Marine-Akademie und zeitweise mit der Führung des Kommandos für Probefahrten beauftragt. In dieser Zeit war er auch vom 12. Juli 1899 bis 18. September 1899 mit der Wahrnehmung der Geschäfte des Kommandanten des Artillerieschulschiffs Mars. Bis 10. Oktober 1901 war er zur Verfügung des Chefs der Marinestation der Ostsee gestellt. Anschließend wurde er zur Disposition gestellt.
Ab 9. November 1901 erfolgte seine Weiterverwendung als Bibliothekar der Marineakademie und -schule in Kiel. In dieser Verwendung blieb er bis 11. Oktober 1906. Mit dem 11. Oktober 1906 wurde er mit dem Charakter als Konteradmiral ausgezeichnet. Vom 18. Juni 1917 bis 27. Juli 1919 war er noch am Oberprisengericht Berlin.
Ascher war ordnungsgemäßes Mitglied der Schiffsbautechnischen Gesellschaft.